# Arcelor
Arcelor S.A. è stata una società siderurgica, la seconda al mondo per dimensioni come quantità di acciaio prodotto nel 2004. La società fu creata come fusione delle società Aceralia di Spagna, Usinor di Francia e Arbed del Lussemburgo nel 2002. Arcelor è dal 2006 parte di ArcelorMittal con la fusione di Mittal Steel Company.

## Nascita del gruppo e prodotti
Con 310.000 dipendenti in 60 nazioni ha rappresentato il secondo produttore al mondo di acciai nei settori principali dell'automobile, costruzioni, metalworking, elettrodomestici, imballaggio. I prodotti sono acciai al carbonio e inossidabili. Nel 2006 acquisisce la canadese Dofasco dopo un contrasto con la tedesca ThyssenKrupp, per 5,6 miliardi di dollari canadesi.

## Fusione con Mittal
La società fu scalata dalla rivale Mittal Steel Company il 27 gennaio 2006. Il 26 maggio 2006 Arcelor annuncia la fusione con Severstal, ma il 25 giugno 2006, il consiglio d'amministrazione di Arcelor decide la fusione con Mittal. Nasce così la ArcelorMittal. L'indiano Lakshmi Mittal proprietario della Mittal, diventa presidente e Joseph Kinsch, presidente della Arcelor, lo diventa per la nuova società. Il gruppo diventa il primo produttore al mondo.